# Dick's Picks Volume 5
Dick's Picks Volume 5 es el quinto álbum en vivo de Dick's Picks, serie  de lanzamientos en vivo de la banda estadounidense Grateful Dead. Fue grabado el 26 de diciembre de 1979 en el Oakland Civic Auditorium en Oakland, California, y fue publicado en mayo de 1996.
El volumen 5 fue el primero de Dick's Picks en contener un concierto completo. También fue el primer lanzamiento de un concierto completo en el que participó el teclista Brent Mydland.

## Caveat emptor
Cada volumen de Dick's Picks tiene su propia etiqueta “caveat emptor”, que informa al oyente sobre la calidad del sonido de la grabación. La etiqueta del volumen 5 dice:
Este disco compacto ha sido remasterizado digitalmente directamente desde la cinta analógica estéreo de media pista original. Es un vistazo de historia, no una grabación profesional moderna y, por lo tanto, puede exhibir algunas anomalías técnicas y los efectos inevitables de los estragos del tiempo.

## Recepción de la crítica
Doug Collette, escribiendo para All About Jazz, declaró que Dick's Picks Volume 5 “es una de las representaciones más claras registradas de la inteligente intuición que la banda promulgó para entrelazar, a través de extensos momentos de espontaneidad, material de diferentes fases de su carrera en un todo perfecto”.

## Lista de canciones
Todas las canciones escritas y compuestas por Jerry Garcia y Robert Hunter, excepto donde esta anotado. 
| Disco uno |                        |                                     |          |  |
| N.º       | Título                 | Escritor(es)                        | Duración |  |
| 1.        | «Cold Rain and Snow»   | tradicional, arr. por Grateful Dead | 6:45     |  |
| 2.        | «C.C. Rider»           | tradicional, arr. por Grateful Dead | 6:44     |  |
| 3.        | «Dire Wolf»            |                                     | 3:58     |  |
| 4.        | «Me and My Uncle»      | John Phillips                       | 2:59     |  |
| 5.        | «Big River»            | Johnny Cash                         | 5:59     |  |
| 6.        | «Brown-Eyed Women»     |                                     | 5:20     |  |
| 7.        | «New Minglewood Blues» | tradicional, arr. por Grateful Dead | 7:42     |  |
| 8.        | «Friend of the Devil»  | Garcia John Dawson Hunter           | 9:38     |  |
| 9.        | «Looks Like Rain»      | Bob Weir John Perry Barlow          | 8:15     |  |
| 10.       | «Alabama Getaway»      |                                     | 6:58     |  |
| 11.       | «Promised Land»        | Chuck Berry                         | 4:27     |  |

| Disco dos |                     |                      |          |  |
| N.º       | Título              | Escritor(es)         | Duración |  |
| 1.        | «Uncle John's Band» |                      | 10:15    |  |
| 2.        | «Estimated Prophet» | Weir Barlow          | 14:12    |  |
| 3.        | «Jam»               | Grateful Dead        | 6:02     |  |
| 4.        | «He's Gone»         |                      | 10:04    |  |
| 5.        | «The Other One»     | Weir Bill Kreutzmann | 8:39     |  |
| 6.        | «Drums»             | Hart Kreutzmann      | 6:03     |  |

| Disco tres |                     |                                    |          |  |
| N.º        | Título              | Escritor(es)                       | Duración |  |
| 1.         | «Drums»             | Hart Kreutzmann                    | 4:23     |  |
| 2.         | «Jam»               | Grateful Dead                      | 6:03     |  |
| 3.         | «Not Fade Away»     | Norman Petty Charles Hardin Holley | 11:52    |  |
| 4.         | «Brokedown Palace»  |                                    | 4:50     |  |
| 5.         | «Around and Around» | Berry                              | 3:58     |  |
| 6.         | «Johnny B. Goode»   | Berry                              | 4:29     |  |
| 7.         | «Shakedown Street»  |                                    | 13:52    |  |
| 8.         | «Uncle John's Band» |                                    | 2:55     |  |

## Créditos y personal
Créditos adaptados desde el folleto que acompaña al CD.
Grateful Dead
- Jerry Garcia – voz principal y coros, guitarra líder
- Mickey Hart – batería
- Bill Kreutzmann – batería
- Phil Lesh – bajo eléctrico
- Brent Mydland – teclado
- Bob Weir – guitarra rítmica, coros

Personal técnico
- Betty Cantor-Jackson – grabación
- Dick Latvala – archivista
- Jeffrey Norman – masterización

Diseño
- Jay Blakesberg – fotografía
- Gekko Graphics – diseño de portada